# Jan Łukasiewicz

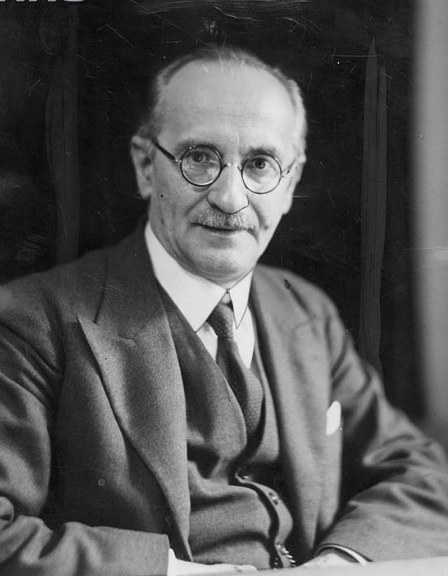
Jan Łukasiewicz 1935

Jan Łukasiewicz (21 de diciembre de 1878 - 13 de febrero de 1956) fue un matemático, lógico y filósofo polaco que nació en Leópolis, Galitzia (actual Ucrania). Su trabajo se centró en la lógica. Él pensó innovar en la tradicional lógica proposicional, el principio de no contradicción y el principio del tercero excluido.
Łukasiewicz trabajó en lógica plurivalente, incluyendo su propio cálculo de tres valores de verdad, la primera lógica de cálculo no clásica. También se dedicó a otras áreas de la filosofía, aproximándose a los aspectos humanos de la creación de la teoría científica con ideas similares a las de Karl Popper.
Es autor, entre otras obras, de Elementos de lógica matemática, La silogística de Aristóteles desde el punto de vista de la lógica formal moderna, Sobre la teoría intuicionista de la deducción, Un sistema de lógica modal, y El principio de individuación.

## Biografía
- 1878 Nacimiento
- 1890-1902 Estudia con Kazimierz Twardowski en Leópolis
- 1902 Doctorado (matemática y filosofía), Universidad de Leópolis con la más alta distinción posible
- 1906 Completa su tesis, Universidad de Leópolis
- 1906 Se convierte en profesor
- 1910 ensayos en el principio de no contradicción y del principio del tercero excluso.
- 1911 profesor extraordinario en Leópolis
- 1915 invitado a la nueva Universidad de Varsovia
- 1916 declarado el nuevo Reino de Polonia
- 1917 Desarrolla el cálculo proposicional trivalente y critica el principio del tercero excluido.
- 1919 Ministro Polaco de Educación
- 1920-1939 profesor en la Universidad de Varsovia funda junto a Stanislaw Leśniewski la escuela de lógica Leópolis-Varsovia (ver también Alfred Tarski, Stefan Banach, Hugo Steinhaus, Zygmunt Janiszewski, Stefan Mazurkiewicz)
- 1928 se casa con Regina Barwinska
- 1946 exilio en Bélgica
- 1946 se ofrece una cátedra en el University College Dublin
- 1953 escribe su autobiografía
- 1956 Muere en Dublín

## Axiomatización de la lógica proposicional
Uno de los aspectos más conocidos de su trabajo son sus axiomatizaciones de la lógica proposicional. Una de esas axiomatizaciones consiste apenas en tres axiomas que, en notación moderna, podrían ser escritos de la siguiente forma:
- {\displaystyle (\phi \to (\psi \to \phi ))\,}
- {\displaystyle ((\phi \to (\psi \to \chi ))\to ((\phi \to \psi )\to (\phi \to \chi )))\,}
- {\displaystyle ((\neg \phi \to \neg \psi )\to (\psi \to \phi ))\,}

A partir de estos tres axiomas, todas y sólo las fórmulas válidas de la lógica proposicional pueden ser inferidas vía substitución y/o modus ponens. Łukasiewicz también presentó una revisión de un sistema axiomático de Nicod que usa apenas un conectivo y posee un axioma:
- {\displaystyle ((p\to q)\to r)\to ((r\to p)\to (q\to p))}[2]

Otro gran logro de Łukasiewicz fue una notación no ambigua para la lógica proposicional, suficiente para permitir la eliminación de paréntesis y otros signos usados para determinar el alcance de los conectivos lógicos. Esta notación es conocida como notación polaca y en ella los conectivos lógicos son prefijados en vez de infijados como ocurre en la notación usual. Esta notación tiene importancia teórica para las ciencias de la computación.